# محمد بن مسعود سمرقندی
محمد ابن مسعود عیاشی سمرقندی (متوفای ۳۲۰ هق)، مفسر، ادیب و محدث شیعی است. وی صاحب تفسیر عیاشی است.

## معرفی
نام کامل وی محمد ابن مسعود بن عیاشی عراقی کوفی است. کنیه اش ابوالنضر و معروف به عیاشی است. او در رشته‌هایی همچون فقه، ادب، تفسیر و حدیث تبحر داشته‌است و یکی از علمای برجسته شیعه معاصر با شیخ کلینی محسوب می‌شود. مدرس تبریزی می‌گوید که کشی صاحب رجال معروف از شاگردان عیاشی است. مدرس تبریزی همچنین گفته‌است که عیاشی در علومی همچون طب، نجوم، قیافه و فقه دارای بیش از ۲۰۰ جلد کتاب است. تفسیر عیاشی در این میان مهم‌ترین کتاب وی محسوب می‌شود که بر اساس اخبار و احادیث امامان شیعه دوازده‌گانه است.
.

## تغییر مذهب
عیاشی نخست پیرو مکتب فقهی اهل سنت بود ولی به واسطه مطالعه فقه شیعی، مکتب شیعه جعفری را می‌پذیرد. او در این راه حتی تمام میراثی که به وی ارث می‌رسد را، بالغ بر سیصد هزار دینار، در این راه مصرف می‌کند. گفته شده‌است که منزل وی محل تجمع عالمان علوم مختلف بوده‌است. یک مجلس برای افراد عامی تشکیل می‌شده‌است و یک مجلس هم برای کسانی که در علوم اسلامی متخصص بوده‌اند.

## آثار
متأسفانه بیشتر آثار وی به دست ما نرسیده‌اند. تفسیر عیاشی نیز که بدست ما رسیده‌است تنها شامل نیمه اول آن تا سوره کهف است که در شهرهای مشهد و زنجان و تبریز و کاظمین موجود است. اساتید این نسخه‌ها به دلیل اختصار حذف شده‌است. بنابراین تنها جلد نخست از آثار تفسیری وی در اختیار ماست. علامه طباطبایی از احتمال وجود مجلد دوم تفسیر عیاشی در مناطق جنوبی ایران سخن رانده‌است. دیگر آثار وی از این قرار است:
- مکه و الحرم در سیره شناسی
- المعاریض در شعر
- کتاب شعر
- الانبیاء و الاولیاء
- سیره ابی بکر
- سیره عمر
- سیره عثمان
- سیره معاویه[۷]